# Gijs de Vries
Gijsbert Marius (Gijs) de Vries (ur. 22 lutego 1956 w Nowym Jorku) – holenderski polityk i prawnik, deputowany do Parlamentu Europejskiego II, III i IV kadencji, członek Europejskiego Trybunału Obrachunkowego (2011–2014).

## Życiorys
W 1981 ukończył prawo i nauki polityczne na Uniwersytecie w Lejdzie. Kształcił się również w Europejskim Instytucie Uniwersyteckim we Florencji. Pracował początkowo na macierzystej uczelni.
W 1974 wstąpił do Partii Ludowej na rzecz Wolności i Demokracji, pełnił różne funkcje w jego strukturach. Należał do tego ugrupowania do 2010, kiedy to przeszedł do Demokratów 66. W latach 1981–1984 był radnym miejskim w Lejdzie. W 1984, 1989 i 1994 uzyskiwał mandat posła do Parlamentu Europejskiego, który wykonywał do 1998. Zasiadał we frakcji liberalnej, pełniąc od 1994 funkcję jej przewodniczącego.
Z PE odszedł na rok przed końcem IV kadencji w związku z objęciem stanowiska sekretarza stanu w resorcie spraw wewnętrznych w rządzie Wima Koka, które zajmował do 2002. W tym samym roku przez kilka miesięcy był posłem do Tweede Kamer. Później do 2003 reprezentował holenderski rząd w Konwencie Europejskim, następnie był ambasadorem tytularnym. W latach 2004–2007 zajmował stanowisko koordynatora europejskiego ds. przeciwdziałania terroryzmowi. W 2008 powołany w skład holenderskiego sądu obrachunkowego. Od 1 stycznia 2011 do 1 stycznia 2014 był natomiast holenderskim przedstawicielem w Europejskim Trybunale Obrachunkowym.
Odznaczony Kawalerią Orderu Oranje-Nassau (2002).